# Nitkový kříž

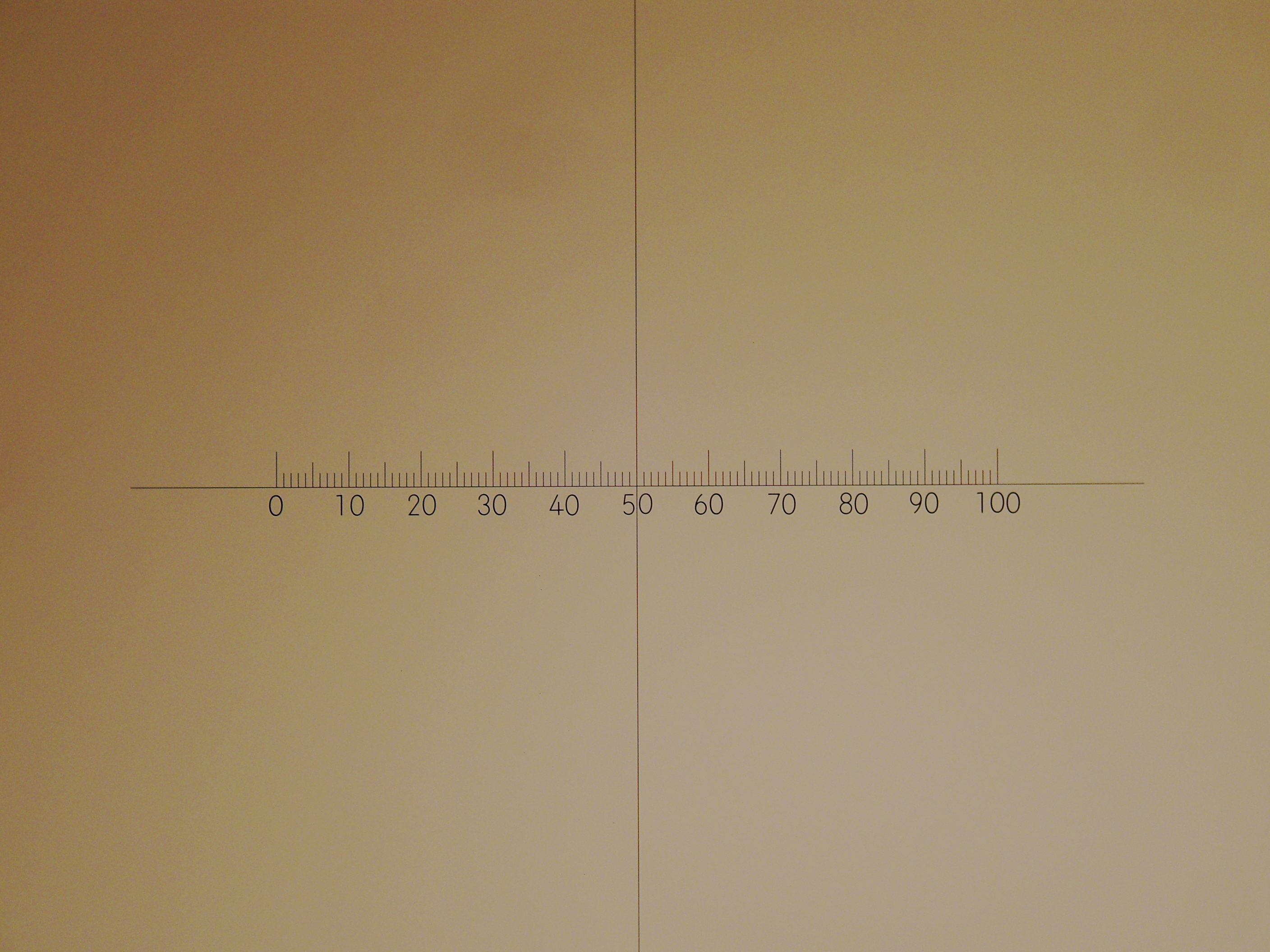
Nitkový kříž na geologickém mikroskopu pomáhající určovat velikost zrn.

Nitkový kříž či osní kříž je označení pro dvě na sebe kolmé osy, které se využívají při mikroskopování pro určování směru, měření úhlů a pro přesné měření velikostí pozorovaných těles.

## Stavba
Kříž je nejčastěji tvořen dvěma na sebe kolmými osami, které odpovídají tradičnímu pojetí průniku os x a y. Kříž rozděluje následně zorné pole na čtyři kvadranty. Osa x je většinou vybavena měřitelnou škálou, která se skládá z určitého počtu dílku (nejčastěji 100), jež mají za úkol pomoci měřit velikosti pozorované pod mikroskopem. Při pozorování je škála v podstatě pohyblivá, jelikož její rozsah závisí na tom, jakým zvětšením vzorek pozorujeme. Je nutné si vždy uvědomit, jaké zvětšení má pozorovatel nastavené na okuláru a objektivu a tyto zvětšení mezi sebou vynásobit, čímž vyjde výsledné zvětšení, které se dá přepočíst na aktuální hodnoty pro škálu nitkového kříže.
Pro snadnější zjišťování velikosti pod známým zvětšením se dají využít speciální destičky, které mají místo vzorku vyznačenou kalibrovanou délkovou jednotku (např. 1 mm). Destička se přiloží na podstavec, umístí se na střed pozorovaného pole a přiloží se na ní nitkový kříž. Následným porovnáním jejich poměru se dá snadno zjistit jaké aktuální velikosti měřítko na nitkovém kříži odpovídá. Například pro 40násobné zvětšení je u nitkového kříže na obrázku velikost 40 dílku rovna 1 mm. Při 100 násobném zvětšení je rovna 100 dílku 1 mm.
Používaná metoda není vždy nejpřesnější, ale umožňuje rychlý, snadný a laciný postup, jak změřit hrubou velikost. Pro přesnější měření se využívají více sofistikované měřící metody založené na fyzikálních metodách (např. měření světelnou sondou).